# Atletica leggera alla XXIX Universiade - Salto con l'asta maschile
Il salto con l'asta maschile alla XXIX Universiade si è svolto dal 25 al 27 agosto 2017.
La finale è stata ritardata di quasi due ore a causa della pioggia. Claudio Stecchi ha dovuto interrompere la gara a causa di crampi al polpaccio sinistro, patiti durante la rincorsa nel primo tentativo ai 5,50 m.

## Podio
| Oro     | Diogo Ferreira Portogallo   |
| Argento | Sergey Grigoryev Kazakistan |
| Bronzo  | Claudio Stecchi Italia      |

## Risultati

### Qualificazioni
Si qualificano alla finale gli atleti che saltano 5,30 m Q o le dodici migliori misure q.
| Posizione | Gruppo | Atleta                | Nationalità   | 4.90 | 5.00 | 5.10 | 5.20 | 5.30 | Risultato | Note |
| --------- | ------ | --------------------- | ------------- | ---- | ---- | ---- | ---- | ---- | --------- | ---- |
| 1         | A      | Mathieu Collet        | Francia       | –    | o    | –    | o    | o    | 5.30      | Q    |
| 1         | B      | Claudio Stecchi       | Italia        | –    | –    | –    | o    | o    | 5.30      | Q    |
| 3         | B      | Angus Armstrong       | Australia     | –    | –    | xo   | o    | o    | 5.30      | Q    |
| 3         | B      | Masaki Ejima          | Giappone      | –    | –    | –    | xo   | o    | 5.30      | Q    |
| 3         | A      | Bruno Spinelli        | Brasile       | –    | o    | –    | xo   | o    | 5.30      | Q    |
| 3         | A      | Sergey Grigoryev      | Kazakistan    | –    | xo   | –    | o    | o    | 5.30      | Q    |
| 3         | B      | Deryk Theodore        | Canada        | –    | o    | –    | xo   | o    | 5.30      | Q    |
| 8         | B      | Nikita Filippov       | Kazakistan    | –    | xxo  | –    | o    | o    | 5.30      | Q    |
| 9         | B      | Jorge Luna            | Messico       | xo   | xxo  | –    | o    | o    | 5.30      | Q    |
| 10        | B      | Diogo Ferreira        | Portogallo    | –    | –    | –    |      | xo   | 5.30      | Q    |
| 11        | A      | Nicholas Southgate    | Nuova Zelanda | –    | –    | o    | xxo  | xo   | 5.30      | Q    |
| 12        | B      | Koen van der Wijst    | Paesi Bassi   | o    | –    | xo   | xo   | xxo  | 5.30      | Q    |
| 13        | A      | Han Du-hyeon          | Corea del Sud | –    | –    | xxo  | xo   | xxx  | 5.20      |      |
| 14        | A      | Hichem-Khalil Cherabi | Algeria       | –    | xxo  | xo   | xxx  |      | 5.10      |      |
| 15        | A      | Ján Zmoray            | Slovacchia    | o    | o    | xo   | xxx  |      | 5.10      |      |
| 16        | A      | Spencer Allen         | Canada        | o    | –    | xxx  |      |      | 4.90      |      |
| 17        | A      | Stephen Clough        | Australia     | xo   | xxx  |      |      |      | 4.90      |      |
|           | A      | Mateusz Jerzy         | Polonia       | –    | –    | –    | xxx  |      | NM        |      |
|           | A      | Vladyslav Malykhin    | Ucraina       | –    | –    | –    | xxx  |      | NM        |      |
|           | B      | Robert Sobera         | Polonia       | –    | –    | –    | –    | xxx  | NM        |      |
|           | B      | Ambrož Tičar          | Slovenia      | xxx  |      |      |      |      | NM        |      |
|           | B      | Charlie Myers         | Regno Unito   |      |      |      |      |      | DNS       |      |

### Finale
| Posizione | Atleta             | Nationalità   | 5.00 | 5.10 | 5.20 | 5.30 | 5.40 | 5.50 | 5.55 | 5.60 | Risultato | Note |
| --------- | ------------------ | ------------- | ---- | ---- | ---- | ---- | ---- | ---- | ---- | ---- | --------- | ---- |
|           | Diogo Ferreira     | Portogallo    | –    | o    | –    | o    | xo   | o    | xo   | xxx  | 5.55      |      |
|           | Sergey Grigoryev   | Kazakistan    | o    | –    | o    | –    | o    | o    | –    | xxx  | 5.50      |      |
|           | Claudio Stecchi    | Italia        | –    | o    | –    | o    | o    | xxr  |      |      | 5.40      |      |
| 4         | Masaki Ejima       | Giappone      | –    | –    | xxo  | –    | o    | xxx  |      |      | 5.40      |      |
| 5         | Angus Armstrong    | Australia     | –    | xo   | xo   | xo   | xxx  |      |      |      | 5.30      |      |
| 5         | Nikita Filippov    | Kazakistan    | –    | xxo  | –    | xo   | xxx  |      |      |      | 5.30      |      |
| 7         | Jorge Luna         | Messico       | o    | –    | o    | xxx  |      |      |      |      | 5.20      |      |
| 8         | Bruno Spinelli     | Brasile       | xo   | –    | xxo  | xxx  |      |      |      |      | 5.30      |      |
| 9         | Nicholas Southgate | Nuova Zelanda | –    | o    | –    | xxx  |      |      |      |      | 5.10      |      |
| 10        | Deryk Theodore     | Canada        | –    | xo   | –    | xxx  |      |      |      |      | 5.10      |      |
|           | Mathieu Collet     | Francia       | –    | –    | xxx  |      |      |      |      |      | NM        |      |
|           | Koen van der Wijst | Paesi Bassi   | xxx  |      |      |      |      |      |      |      | NM        |      |